# Kadettenliteratur
Kadettenliteratur nennt Kurt Tucholsky satirisch eine Art "Erbauungsliteratur" für militärfromme Bürger.

## Das Genre Kadettenliteratur
Wegen ihres unterhaltenden Charakters wird die Kadettenliteratur auch der Trivialliteratur zugerechnet. Mit ihr wird das lesende Publikum unterhalten, indem ihm der Korpsgeist und die Alltagswelt des Militärs zumeist in Form einer Schmonzette angetragen wird.

## Warenkategorisierung
Im Buchhandel wird die Literatur unter Unterhaltungsliteratur geführt. Besonders antiquarische Werke, aber auch historiengetreue Werke werden im Handel auch unter Militaria einsortiert.

## Beispiele
- Thomas Balzen:
  - Der Klappspaten. Bd. 1: Grundausbildung
  - Der Klappspaten. Bd. 2: Grundausbildung Phase Zwo - Kopp zu und durch,  Balzen berichtet in Cartoons wie die Bundeswehr "wirklich ist" im "olivgrünen Humor".

- Hans-Joachim Freiherr v. Reitzenstein
  - Vergitterte Jugend. Geschichten aus dem Kadettenkorps. Verlag von Dr. Eysler & Co. zu Berlin. Dieses Heft war der Anlass für Tucholskys Glosse über die Kadettenliteratur.

- Ernst von Salomon: Die Kadetten. Rowohlt, Berlin 1933

## „Kadettenliteratur“ von Kurt Tucholsky
Die Glosse Kadettenliteratur von Kurt Tucholsky erschien am 25. August 1920 in der Wochenzeitschrift Die Weltbühne unter dem Pseudonym Ignaz Wrobel.
Tucholsky nimmt hier das Genre der Kadettenliteratur zum Anlass für seine Kritik an der militärischen Gesellschaft. Aufhänger für diesen Text war es, eine Rezension über Hans-Joachim Freiherrn von Reitzensteins verfasstes Werk Vergitterte Jugend zu schreiben. So  erschien der Text auch unter  der Rubrik Rezensionen in der Weltbühne.

### Inhalt und Aufbau
Zu Beginn seines Textes zitiert er, was schon 1913 von ihm zu dieser Literaturform von ihm veröffentlicht wurde: „Es gibt in Deutschland einen ganz merkwürdigen Literaturzweig, den man Seekadetten- oder auch Fähnrichs-Literatur zu nennen geneigt ist (...)“.
Von ihm aufgeführt werden einzelne Titel dieses Genres:
- Seiner Majestät Kadett
- Fritz, der Chinesenfähnrich
- S. M. S. Möwe

Für markant hält Tucholsky das Vokabular, das aus Kraftworten bestehe. Im Mittelpunkt der Geschichten stehen das Ermessen und die Vorstellungen der Vorgesetzte:

„Die ganze Geschichte steht allemal unter der sieghaften Idee, dass der Wille des Vorgesetzten Himmel, Hölle und alle überirdischen Reiche bedeutet. Auf ihn kommts an, um ihn dreht sich alles (...)“

Tucholsky Weltbühnen-Artikel Kadettenliteratur wendet sich nach einem satirisch kursorischen Abhandlung der Erscheinungsformen dieser Literatur unter einem Verweis aus Heinrich Heine zu einer Ablehnung an kollektiven Ehrbehauptungen:

„All dieser Kollektivitätsschwindel ist ein Verbrechen. Es gibt keine ›Ehre der Sexta‹, so wie es keine einheitliche Ehre der Feuerwehr oder der Sicherheitspolizei gibt. Es gibt keine Spezial-Ehren. Es gibt keine Kastenunterschiede unter den Menschen – es gibt keine, es gibt keine, es gibt keine“

Nach Appellen zur Gehorsamsverweigerung („Verweigert den Gehorsam, auch wenn ein ›Vorgesetzter‹ befiehlt“) richtet sich Tucholsky gegen jegliche Formen militärischer Gemeinschaften, die sich außerhalb der Gesellschaft stellen: „Es darf keinen Staat im Staate geben“. Seine Satire und Kritik am Korpsgeist formuliert er abschließend mit dem vielzitierten Satz: „Dieses Land hat Herren und Kerls. Männer hat es nicht“.